# Валтер III фон Ешенбах
Валтер III фон Ешенбах (на немски: Walter III von Eschenbach; † юни 1299) от влиятелния род Ешенбах е фрайхер, господар на Ешенбах в кантон Люцерн в Швейцария, основател на манастир „Св. Катринен“/Ешенбах.

## Произход
Той е син на фрайхер Берхтолд I фон Ешенбах († 1236) и съпругата му фон Регенсберг († сл. 1236), дъщеря на граф Лютолд IV фон Регенсберг († 1218) и графиня фон Кибург-Дилинген. Внук е на фрайхер Валтер II фон Ешенбах († 1226) и Ита фон Оберхофен († сл. 1227).

## Фамилия
Валтер III фон Ешенбах се жени на 15 януари 1254 г. за Кунигунда фон Зулц († сл. 1309), дъщеря на граф Алвиг VI фон Зулц († ок. 1236/сл. 1240) и фон Вартенберг/или Хедвиг фон Хабсбург († 30 януари 1250), сестра на римско-немския крал Рудолф I († 1291). Те имат децата:
- Берхтолд III фон Ешенбах-Шнабелбург († 2 юли 1298), женен за фон Ведисвил-Умшпунен, дъщеря на рицар Конрад I фон Ведисвил († 1282/1303) и Елизабет фон Крамбург
- дъщеря, омъжена за Хайнрих IV фон Тенген, наричан фон Ешибах
- Агнес фон Ешенбах († между 13 август/21 септември 1321), омъжена пр. 1271 г. за ландграф Манеголд II фон Хегау-Мадах († между 15 юли 1294/29 април 1295), син на граф Еберхард фон Неленбург († сл. 1257)